# Well Well Well (John Lennon)
Well Well Well è un brano musicale del musicista inglese John Lennon, incluso nel suo album John Lennon/Plastic Ono Band del 1970. Ottavo e brano più lungo dell'album, presenta una parte di chitarra dura e tagliente, voci urlanti ed è il pezzo più duro dell'album.

## Il brano

### Testo e musica
Il testo di Well Well Well descrive episodi banali della vita quotidiana di Lennon con la moglie Yoko Ono. Gli eventi descritti includono mangiare insieme, fare una passeggiata e discutere di argomenti attuali come "rivoluzione" e "liberazione delle donne". La canzone descrive anche il disagio che la coppia prova durante questi eventi, ma che non riescono a comprendere. Gli autori Ben Urish e Ken Bielen suggeriscono che questo disagio è dovuto al senso di colpa che la coppia prova nell'essere in grado di parlare di questi problemi, ma di avere il lusso di decidere se agire o meno. Una riga della canzone si riferisce a Yoko Ono con la frase: «She looked so beautiful I could eat her» ("sembrava così bella che potevo mangiarla"). Il critico musicale Wilfrid Mellers interpreta questa frase come prova di un "impulso cannibale" insito nella canzone. Tuttavia, il critico Johnny Rogan ritiene che sia più semplicemente un riferimento al sesso orale. Le prime versioni della canzone usavano una frase leggermente diversa: «She looked so beautiful I could wee» ("sembrava così bella che potevo fare pipì"). Questa è una variazione di una frase comunemente usata che significa "estremamente bella, esteticamente gradevole". Nell'esecuzione della canzone durante il concerto One-To-One al Madison Square Garden di New York il 30 agosto 1972, quando Lennon dice la frase "sembrava così bella che potevo mangiarla", la segue con "e io l'ho fatto", mentre guarda Ono, che sorride e gli annuisce. La melodia di Well Well Well è pentatonica, incorporando un vero tritono. Nelle stanze c'è poca armonia oltre agli strumenti che raddoppiano la linea vocale e il tamburo martellante. Il coro è in forma di chiamata e risposta e utilizza l'armonia triadica. La strumentazione per Well Well Well è fornita da Lennon, Klaus Voorman e Ringo Starr che si esibiscono come power trio con Lennon alla chitarra, Voorman al basso e Starr alla batteria. Il giornalista rock Paul du Noyer descrive la chitarra di Lennon come "serrata" e "simile al grunge" e sostiene che la batteria di Starr è "una delle parti più difficili tra quelle suonate da Ringo". Urish e Bielen suggeriscono che la chitarra che Lennon suona nella canzone e in Yoko Ono/Plastic Ono Band ha influenzato il punk rock. Il critico musicale Johnny Rogan commenta la "grancassa" che, insieme alla chitarra di Lennon, rende Well Well Well la canzone "più pesante e rumorosa" su Plastic Ono Band. L'autore John Blaney descrive la traccia ritmica "pulsante", affermando come riecheggi "i cuori pulsanti" della traccia John & Yoko già presente in The Wedding Album. Il canto di Lennon nella canzone oscilla tra tenero e feroce. Nella sezione centrale urla il titolo della canzone con particolare abbandono. Gli autori Chip Madinger e Mark Easter chiamano questo "il canto della laringe più torturato della carriera di John". Mellers attribuisce le urla della frase del titolo alla fine della canzone a Lennon che "capitola all'isteria infantile, traumaticamente ululando per il seno materno", come risultato della terapia primaria di Arthur Janov nel momento in cui scrisse la canzone.

## Formazione
- John Lennon - voce, chitarra elettrica
- Ringo Starr - batteria
- Klaus Voormann - basso elettrico